# Nasuhzade Ali Pascha

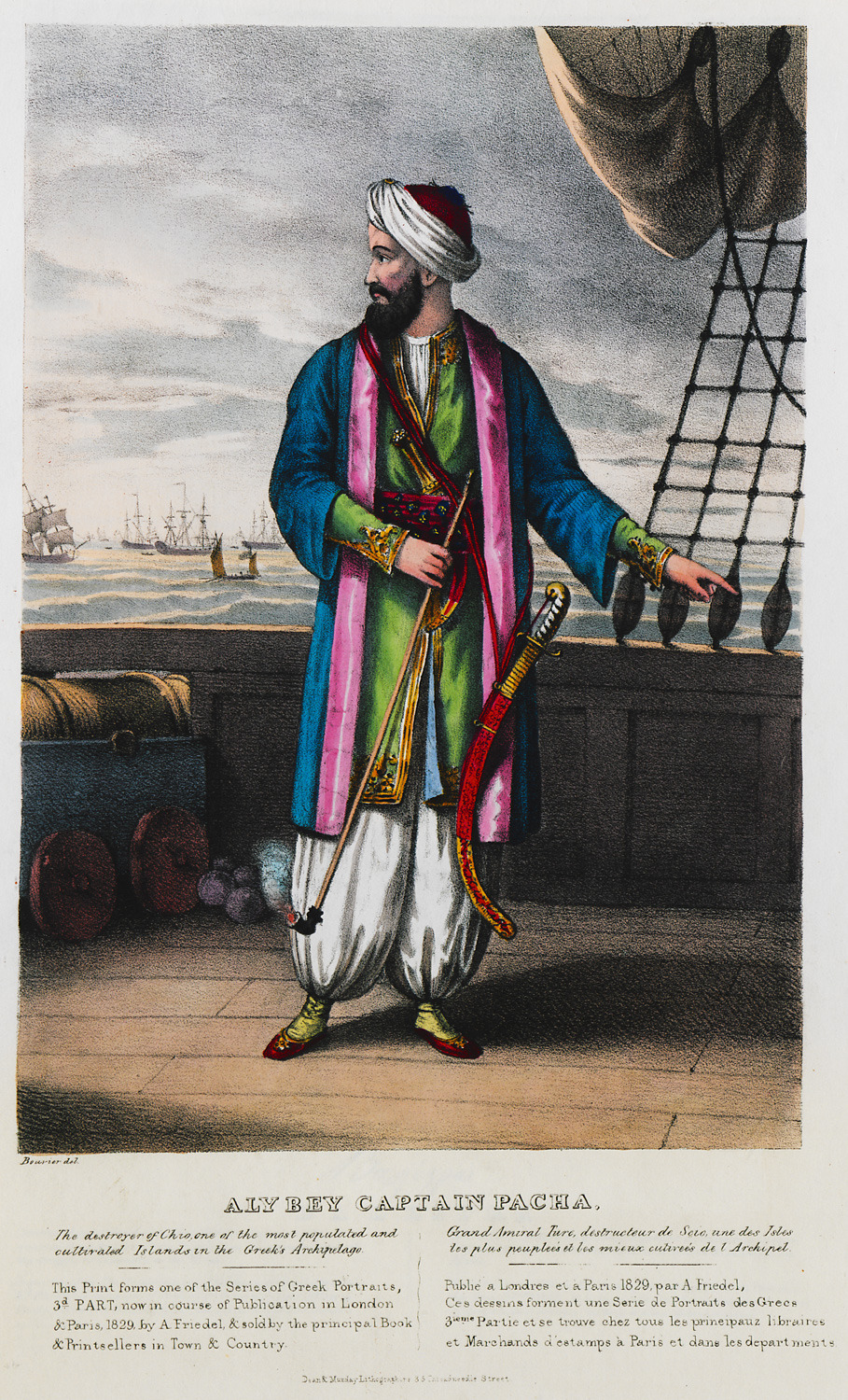
Großadmiral Nasuhzade Ali Pascha. Lithographie von Adam Friedel.

Nasuhzade Ali Pascha (türkisch Nasuhzade Ali Paşa; gest. 6. Junijul. / 18. Juni 1822greg. bei Chios), auch Kara Ali Pascha genannt, war ein Großadmiral (türkisch Kaptan-ı derya) der osmanischen Marine.

## Leben
Nasuhzade Ali Pascha kommandierte als Großadmiral von 1821 bis 1822 die osmanische Ägäisflotte im griechischen Unabhängigkeitskrieg (1821–1829). Unter seinem Kommando eroberte die osmanische Flotte im April 1822 die Insel Chios, wobei die Insel verwüstet wurde. Insgesamt wurden etwa 25.000 Menschen getötet, etwa 45.000 Griechen wurden versklavt.
Am 6. Junijul. / 18. Juni 1822greg. versenkte Konstantinos Kanaris das osmanische Flaggschiff Mansur al-liwa mit einem Brander, wobei Admiral Nasuhzade Ali Pascha und 2.000 türkische Seeleute ums Leben kamen. Die osmanische Flotte war wegen der religiösen Feiern beleuchtet, am hellsten die Capudana und das Schiff des Vize-Admirals. Der Brander von Kanaris rammte das osmanische Flaggschiff gegen Mitternacht. Das Bugspriet verkeilte sich in der Ladepforte des Vorschiffs und setzte es in Brand. Kanaris und seine Männer verließen ihren Brander, während das Admiralsschiff in wenigen Minuten in Flammen aufging. Die türkischen Seeleute versuchten mit Rettungsbooten zu fliehen, von denen zwei wegen Überladung sanken. Als Nasuhzade Ali Pascha in ein Boot einstieg, wurde er von einem brennenden Rundholz am Kopf getroffen. Er wurde auf das Festland gebracht, wo er am nächsten Tag starb und in der Zitadelle von Chora bestattet wurde. Sein Schiff explodierte nach einer Dreiviertelstunde, als das Feuer das Pulvermagazin erreichte.